# Galerie Barbazanges
Pour les articles homonymes, voir Barbazanges.
La galerie Barbazanges est une ancienne galerie d'art moderne française ouverte à Paris en 1903 et fermée en 1928. Fondée par Henri Barbazanges, elle connut quatre périodes et exposa des artistes contemporains comme Picasso, Modigliani, Gauguin, Matisse, Chagall, Dufy, sans compter de nombreuses femmes artistes, tout en organisant des performances musicales et poétiques.

## Histoire

### Une première galerie
Vers 1903, Henri-Jean Barbazanges (1877-1944) ouvre une galerie d'art au 48 boulevard Haussmann à Paris, dédiée aux artistes modernes. Elle semble se situer à l'étage et disposer de trois salons. En février 1906, une affaire de recel de faux tableaux l'éclabousse et aucune exposition n'est signalée après février ; le 20 juillet, son pourvoi en cassation est rejeté.

### Le «Salon d'Antin»
En mars 1910, le grand couturier Paul Poiret loue à son ami Henri Barbazanges une nouvelle boutique située au 109 rue du Faubourg Saint-Honoré, d'une superficie totale de 250 m2, plus 70 m2 constituant un bureau au plafond couvert de miroirs. Cet espace constitue en fait l'arrière cour de l'hôtel particulier de Poiret, situé au 26 avenue d'Antin et communique avec lui : c'est ainsi que cette galerie a pour surnom le « salon d'Antin ».
L'une des conditions de Poiret, également grand collectionneur d'art, est qu'il puisse y organiser des expositions deux fois par an,.
L'exposition inaugurale s'intitule Quelques dessins de Jean-Louis Boussingault, André Dunoyer de Segonzac et Luc-Albert Moreau et a lieu du 2 au 12 mai 1910. C'est ensuite dans les bureaux de cette galerie qu'est née l'idée de la Gazette du bon ton avec Lucien Vogel.
En février et mars 1912, Robert Delaunay organise sa première exposition personnelle, présentant 41 œuvres, dont quatre représentations de la tour Eiffel ; Marie Laurencin a également pu exposer certaines de ses œuvres et un petit catalogue a été édité avec un texte de Maurice Princet, huit illustrations et une liste des œuvres exposées.
Une aide financière est apportée par le peintre Roger Lévesque de Blives (1876-1915) à partir d'octobre 1912 qui s'associe à Barbazanges jusqu'en mai 1915, date à laquelle il meurt sur le front, ; on note aussi des liens avec Camille Hodebert qui ouvre fin 1913 une galerie au 131 rue du Faubourg Saint-Honoré.
Durant la Première Guerre mondiale, la galerie Barbazanges reste active : avec l'aide d'André Salmon, est montée L'Art moderne en France du 16 au 31 juillet 1916 : Pablo Picasso y montre Les Demoiselles d'Avignon pour la première fois, aux côtés d'œuvres d'Amedeo Modigliani, Moïse Kisling, Manuel Ortiz de Zárate, et Marie Vassilieff. Sont également programmées cette année-là des lectures de Max Jacob et Guillaume Apollinaire, ainsi que des performances musicales par Erik Satie, Darius Milhaud, Igor Stravinsky, et Georges Auric,.
C’est probablement Paul Poiret qui propose à Marie Henry de vendre les œuvres qu’elle possède de Paul Gauguin depuis le séjour de ce dernier à Le Pouldu. Il lui propose d’y présenter une exposition qui rassemble 22 tableaux et 7 objets d’art (plâtre peint, bois sculpté, lithographies) qui se tient entre le 10 octobre et le 30 octobre 1919 et se nomme Paul Gauguin, exposition d’œuvres inconnues. Parmi ces œuvres, L'Autoportrait à l'auréole et au serpent (1889) fut acquise avec 14 autres du peintre par le poète et critique Francis Norgelet pour un montant de 35 000 francs ; L'Autoportrait fut rapidement revendu à Ivor Spencer-Churchill.
Fin 1919, Henri Barbazanges expose L'Atelier du peintre de Gustave Courbet qu'il avait acheté à la veuve de Victor Antoine Desfossés, et parvient à le faire entrer dans les collections du musée du Louvre.
La collection particulière du couturier Poiret fut exposée par André Salmon du 26 avril au 12 mai 1923 à la galerie Barbazanges, avant d'être dispersée à Drouot en novembre 1925 par le biais de Georges Bernheim et Jos Hessel ; le couturier avait alors connu une première faillite mais fut sauvé par le financier Georges Aubert. En 1923 également, Pierre Matisse, fils de Henri Matisse, et Amélie Parayre, viennent travailler à la galerie avant de partir pour New York en 1924.

### Hodebert successeur
Selon entre autres René Gimpel, c'est en réalité Jos Hessel qui possède le bail de cette galerie, et ce, dès 1921.
Au début de 1924, Barbazanges, après avoir racheté le fonds de l'atelier d'Auguste Renoir avec Georges Bernheim, se retire des affaires et passe le relais à son autre investisseur, Camille Hodebert ; le nom de la galerie devient « Barbazanges-Hodebert successeur ». En 1927, la décoration intérieure et la façade sont entièrement refaits par André Lurçat. Au printemps 1928, elle déménage au 179 rue du Faubourg Saint-Honoré et devient la « galerie L.C. Hodebert ».
Fin 1929, le fonds est vendu à la galerie de Georges Bernheim.

## Expositions

### Barbazanges, 48 boulevard Haussmann
- 1903 
  - 8 - 25 juillet : Peintres du Paris moderne[21].
- 1904 
  - 5 - 18 février : Première Réunion de « Certains...», cf. la bande à Schnegg[22], catalogue ornementé par Jacques Beltrand.
  - 18 mai - 1er juin : Constantin Guys, catalogue présenté par Armand Dayot[23].
  - 10-27 novembre : Céramiques par Ernest Carrière[24].
- 1905 
  - 10 - 27 février : Exposition des œuvres d'Yvonne Serruys, présentée par Marcelle Tinayre[25].
  -  ? - 25 mars : Deuxième Réunion de « Certains...», peintres, graveurs, sculpteurs, architectes[26].
  - 7 - 29 avril : Exposition de peintures et gravures par William Nicholson[27].
  - 9 - 20 mai : Exposition de pastels, aquarelles et gravures de Pierre Gusman[28].
  - 20 décembre - 12 janvier 1906 : Céramiques par Ernest Carrière, prolongée jusqu'au 20 février[29].
- Avril 1906 : Fermeture

### Barbazanges, 109 rue du Faubourd-Saint-Honoré
- 1910 
  - 23 mars - 15 avril : Expositions de tableaux par Joaquím Sunyer[30].
  - 16 avril - ? : Œuvres du verrier Richard Burgsthal[31].
  - 13 juin : Une larme du diable, scénographie en figurines et performance par Judith Gautier[32].
  - décembre : Œuvres de Henry Ottmann[33].
- 1911
  - 4 - 10 janvier : Aquarelles par Marguerite Fruchard[34].
  - février : Première réunion d'un groupe de peintres, sculpteurs et graveurs[35] : Adolphe Beaufrère, Paul Deltombe, Charles Dufresne, Ricardo Florès, Louise Hervieu, Edmond Kayser, Henri Lebasque, Jane Poupelet, Gaston Prunier, Lucien Schnegg...
  - mars : Bernard Boutet de Monvel, Jean et Jacques Brissaud, Georges Lepape présentés par Paul Poiret[36].
  - 21 mars - 6 avril : Women International Art Union, expositions de femmes artistes réunies par Grace Whitney-Hoff[37] : Olga Boznańska, Marie-Paule Carpentier, Minerva Josephine Chapman, Alice Dannenberg, Bessie Davidson, Louise Desbordes, Helen Dunlap Hunt, Jeanne Duranton, Sara Greene Wise, Louise Galtier-Boissière, Frances Hodgkins, Mary Pasea, Jane Poupelet, Yvonne Serruys, Martha Stettler[38],...
  - 7 avril – 2 mai : Exposition de céramiques persanes de miniatures et manuscrits organisée avec The Persian Art Gallery (Londres).
  - mai : Exposition de peintres hollandais modernes : Marius Bauer, Gerhard Morgenstjerne Munthe, Frans Smissaert, Louis Willem van Soest[39]...
  - décembre : Exposition des œuvres de Raphaël-Schwartz[40].

- 1912 
  - 7 - 24 février : Exposition Charles Lizars[41].
  - février-mars : Exposition Robert Delaunay et Marie Laurencin.
  - 13 - 27 avril : Exposition Jean Frélaut[42].
  - 14 - 28 avril : Exposition sur invitation de la peinture Les Damnés d'Arnold Rechberg, retirée du salon de la Société nationale des beaux-arts[43].
  - 2 - 15 mai : Exposition de quelques Indépendants anglais : Clive Bell, Frederick Etchells (en), Roger Fry, Duncan Grant, Wyndham Lewis, Walter Sickert[44].

### Roger Lévesque et Barbazanges
- 1912 (suite)
  - octobre-novembre : Exposition de sculptures par Paul Moreau-Vauthier, de meubles par Charles Dufresne, de céramiques d'Émile Decœur.
  - novembre : 3e exposition de la Women International Art Union.
  - 5 - 25 décembre : Exposition Émile Bernard[45].
- 1913 : 
  - 15 février - 1er mars : Exposition de femmes peintres : « Les Quelques » dont Alice Dannenberg[46].
  - 1 - 15 juin : Exposition des collections asiatiques de Charles Vignier.
  - juin-juillet : Exposition des œuvres de Thomas Couture[47].
  - septembre : Exposition des peintures à fresque de Numa Marzocchi de Bellucci.
  - novembre : Estampes de Margaret Jordan Patterson.
  - novembre-décembre : Expositions des dessins des collaborateurs de la Gazette du bon ton.
- 1914 
  - février : Exposition André Dunoyer de Segonzac.
  - Début mars : Exposition Jean Frélaut.
  - 17-28 mars : Exposition d'un groupe de peintres, sculpteurs et graveurs.
  - 15-30 avril : Exposition Roger de La Fresnaye.
  - mai-juin : Exposition d'un peintre génois oublié : Alessandro Magnasco, organisée par Marcel Nicolle[48].
  - 20-30 juin : Exposition Wilhelm Lehmbruck[49].
  - juillet : Peintres modernes américains dont Bryson Burroughs (en) et Ernest Lawson.
- 1916 : 
  - 16 - 31 juillet : L'Art moderne en France.
- 1917 
  - date ? : Les Peintres de la guerre au camouflage
  - 14-? février : Exposition Henry de Waroquier.
  - mars : Exposition Kees Van Dongen[50].
  - 11 mars : création des Heures séculaires et instantanées d'Erik Satie, au piano Ricardo Viñes.
  - mai : Exposition d'artistes mobilisés sur le front.

### Barbazanges et Hodebert
- 1919 
  - mars : Exposition Charles Camoin.
  - 11 - 28 juin : Portraits par Clémentine-Hélène Dufau.
  - juin - juillet : Œuvres de Michel Larionov et Nathalie Gontcharova.
  - 10 - 30 octobre : Paul Gauguin, exposition d’œuvres inconnues.
  - 15 - 30 novembre : L'Atelier du peintre par Gustave Courbet.
  - 1 - 15 décembre : Exposition Abel Truchet, catalogue préfacé par Frantz Jourdain.
- 1920 
  - 2 - 10 janvier : Exposition de maîtres anglais (1740-1840).
  - 12 - 27 janvier : 1re Exposition de quelques artistes polonais organisée par l'association France-Pologne.
  - février : Exposition hommage à Guy-Pierre Fauconnet.
  - 2 - 15 avril : Exposition de sculptures et dessins de Serge Youriévitch (en).
  - 15 avril - 1er mai : Exposition Alexandre Iacovleff.
  - mai - juin : Exposition rétrospective de œuvres d'Odilon Redon.
  - 17 juin - 4 juillet : Seconde exposition de la Jeune Peinture française, avec une rétrospective Amedeo Modigliani.
  - 15 novembre - 4 décembre : Œuvres de Louis Charlot.
- 1921
  - 15 - 31 janvier : 3e Exposition de la Société des Artistes animaliers, peintres, sculpteurs, graveurs : rétrospective des œuvres de Auguste André Lançon.

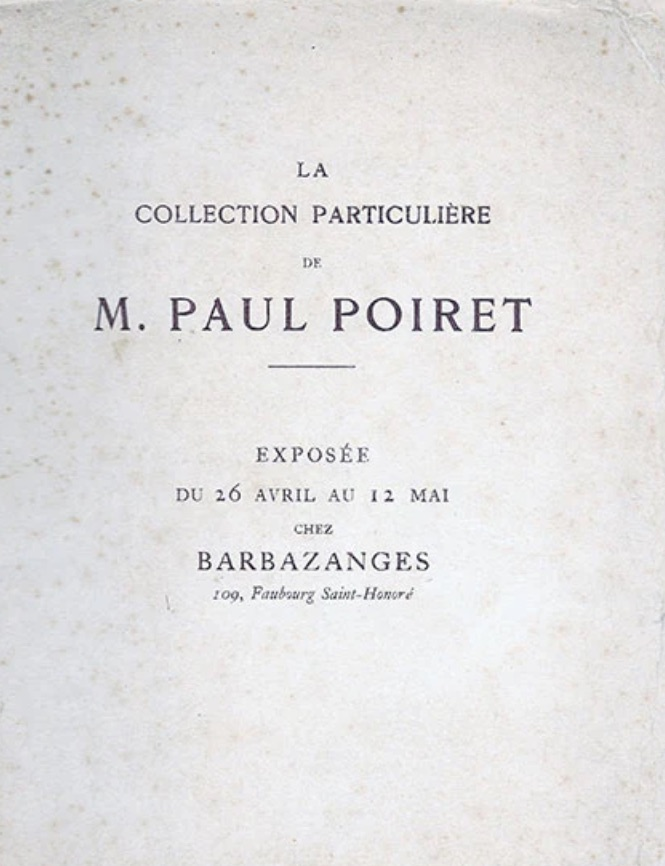
Collection particulière du couturier Paul Poiret, catalogue de vente, 1923.

  - 15 - 28 février : Exposition de peintures de Charles Lacoste.
  - 8 - 26 mars : Exposition des eaux-fortes, bois gravés, lithographies et dessins de Bernard Naudin.
  - mai - 4 juin 1921 : Exposition William Aguet.
  - juin-juillet : Maîtres de l'école de 1830 et de l'Impressionnisme.
  - 30 octobre - 12 novembre : Exposition des œuvres de Jean Marchand.
  - 15 novembre - 1er décembre : Exposition Alexandre Iacovleff et Vassili Choukhaieff.
  - décembre : Un groupe de peintres : André Derain, Raoul Dufy, Charles Dufresne, Othon Friesz, André Dunoyer de Segonzac, Jean-Louis Boussingault, Roger de La Fresnaye, Henri Matisse, André Mare, Jean Marchand, Luc-Albert Moreau.
- 1922
  - 30 décembre - 7 janvier : 30 dessins de Honoré Daumier.
  - 28 janvier - 25 février : Exposition d'art irlandais.
  - 27 février - 15 mars : Exposition Octave Morillot.
  - 17 - 31 mars : Auguste Brouet. Son œuvre. Première exposition en France[51].
  - 26 avril - 6 mai : Cent peintures de Provence de Emmanuel-Charles Bénézit.
  - 15 - 30 mai : 50 tableaux d'Auguste Renoir.
  - juin : Œuvres de Léon Kamir Kaufmann.
  - été : Nouveau Salon - Pierre Bompard, Charles Despiau, Adolphe Feder, Raymonde Heudebert, André Jolly, Tristan Klingsor, Marthe Lebasque, Lucien Mainssieux, Jean Peské.
  - 15 - 28 octobre : Sculptures de François Black[52]
  - 17 - 31 novembre : Le Sport dans l'art. Art ancien et moderne, peinture, sculpture, gravure, architecture etc. avec Henri Matisse, André Dunoyer de Segonzac, Raoul Dufy et Maurice de Vlaminck.
  - 1 - 16 décembre : Exposition Michel Simonidy.

- 1923 
  - 15 - 28 février : Exposition d'œuvres de Conrad Kickert.
  - 1 - 16 mars : Exposition Aizik Feder[53].
  - 17 - 31 mars : 1re Exposition du groupe des peintres-graveurs indépendants, catalogue préfacé par Claude Roger-Marx.
  - 4 - 25 avril : 3e exposition de La Jeune Peinture française.
  - 26 avril - 12 mai : Collection particulière du couturier Paul Poiret.
  - octobre : Alice Marie-Alix, Carlos-Reymond, Pierre-Eugène Clairin , André Villeboeuf.
  - 3 - 15 novembre : Exposition Pavel Kouznetsov et Hélène Beboutoff : Moscou-Paris.
  - 16 - 30 novembre : Exposition Abel Gerbaud.
  - 17 - 31 décembre : Exposition de George Biddle : peintures, sculptures, décorations (exécutées à Tahiti).
- 1924
  - juin : Les Peintres de l'Écosse moderne : Francis Cadell, Leslie Hunter.
  - 18 - 29 novembre : Œuvres importantes de Toulouse-Lautrec.
  - 17 - 30 décembre : Œuvres de Marc Chagall et Jacob Balgley.

- 1925

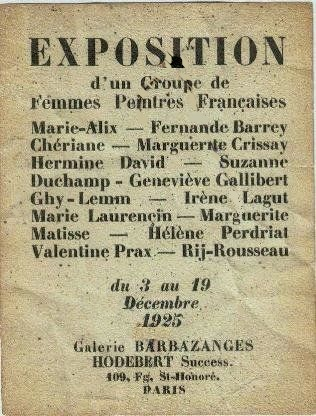
Affiche de l'exposition de décembre 1925.

  - 2 - 15 janvier : Œuvres anciennes de Maurice Utrillo (1910–1914).
  - 6 - 21 février : Sculptures et aquarelles d'Ossip Zadkine.
  - 3 - 17 mars : Peintures et dessins d'André Léveillé.
  - 2 - 17 avril : Œuvres de Léopold Lévy
  - 18 - 30 avril : Jean Pougny.
  - 2 - 23 mai : Le Maroc : peintures et bas-reliefs de Bernard Boutet de Monvel, catalogue préfacé par Jérôme Tharaud et Jean Tharaud.
  - 16 - 29 novembre : Peintures d'Othon Coubine.
  - 3 - 19 décembre : Exposition d'un Groupe de femmes peintres françaises : Alice Marie-Alix, Fernande Barrey, Chériane, Marguerite Crissay, Hermine David, Suzanne Duchamp, Geneviève Gallibert, Marguerite Ghy-Lemm, Irène Lagut, Marie Laurencin, Jacqueline Marval, Marguerite Matisse, Hélène Perdriat, Valentine Prax et Jeanne Rij-Rousseau[54].
- 1926 
  - 15 - 27 février : Exposition Marcel Gromaire.
  - avril : Œuvres de Francis Picabia.
  - 1 - 17 mai : Œuvres de Mariano Andreu.
  - 18 - 30 mai : Exposition des œuvres de Roberto Ramaugé.
  - 1 - 15 juin : Exposition James Ensor : Art contemporain d'Anvers.
  - octobre : Quarante peintures de Jean Lurçat exécutées de 1920 à 1926.
  - novembre : Cinquante-cinq tableaux sans titre par Jean-Joseph Crotti.
  - 2 - 18 décembre : Rétrospective Roger de La Fresnaye.
- 1927 
  - janvier : Eaux-fortes d'Auguste Brouet, présentées par Lucien Descaves.
  -  ? - 26 février : Peintures par Edward Wadsworth
  - 2 - 14 mai : Exposition de peintures par Edmond Kayser.
- 1928
  - janvier : Sculptures de Renée Sintenis.
  - 23 mars - 14 avril : Exposition Amédée Ozenfant.